# 安芸泰親
安芸 泰親（あきやすちか、生没年不詳）は戦国時代の武将。

## 生涯
安芸元泰の長男。安芸氏はかつて壬申の乱で配流された蘇我赤兄の子孫とされており、土佐七雄の一角。天文年間（1532年-1555年）までに亡くなっているという。そのため、弟（元泰の次男）の国虎が安芸氏を継承した。現在は祖父の元親が建立した安芸氏の菩提寺である浄貞寺に祖父、父、国虎と共に眠っている。